# 208 (عدد)
208 هو عدد صحيح. طبيعي بين 207 و209

## في الرياضيات

### خصائص
- 208عدد زوجي
- 208عدد زائد
- 208 عدد مضلعي (36 أضلاع-...)